# Liste der Monuments historiques in Saudoy
Die Liste der Monuments historiques in Saudoy führt die Monuments historiques in der französischen Gemeinde Saudoy auf.

## Liste der Objekte
| Bezeichnung                  | Beschreibung                                                              | Standort                       | Kennzeichnung | Schutzstatus | Datum | Bild |
| ---------------------------- | ------------------------------------------------------------------------- | ------------------------------ | ------------- | ------------ | ----- | ---- |
| Skulptur Madonna mit Kind    | mit Konsole; Holz, farbig gefasst und vergoldet, 16. oder 17. Jahrhundert | in der Kirche St-Martin (Lage) | PM51001019    | Classé       | 1931  |      |
| Skulptur Johannes der Täufer | Holz, 16. Jahrhundert                                                     | in der Kirche St-Martin (Lage) | PM51001018    | Classé       | 1908  |      |